# 中華人民共和国の喫煙

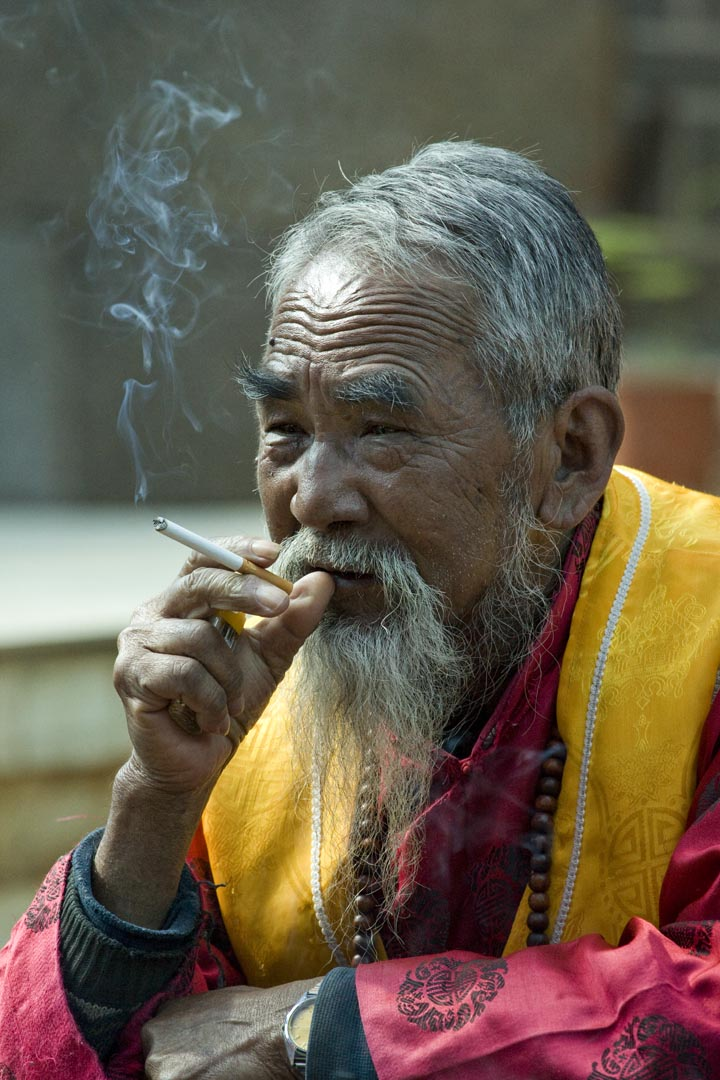
中華人民共和国の喫煙者

中華人民共和国の喫煙（ちゅうかじんみんきょうわこくのきつえん）について説明する。

## 中国のたばこの歴史
たばこは中国の明代の末（嘉靖・万暦年間）にフィリピンから移入された。当時、中国人は「たばこは体にいい、風邪と発熱などの病気を治せる」と思い、そして、全国の喫煙人数は急速に増加した。しかし、清代からは次第に「たばこは体に悪い」とする観点が現れた。医師の張璐は、自著『本経逢源』の中で以下のように記した。
豈知毒草之氣，熏灼臟腑，游行経絡，能無壯火散氣之慮乎
この間、各王朝の皇帝は禁煙に関する法律と詔書などを頒布した。この中、明末の崇禎帝は二度に禁煙の命令を与えた。彼の理由は以下のようなものであった。「自分は燕王永楽帝の子孫であり、国の首都も燕都（当時北京は燕都とも称した）である。もし国内に喫煙のことがあれば、この「煙」の読みは「燕」と同じであるから、「喫煙」は「喫燕」に通じるため、避諱として禁煙せよ」
王朝が清に交代すると、第4代の康熙帝および第5代の雍正帝はたばこを禁止した。ただし、西欧列強の進出と内乱により清王朝が衰退した時期（道光・咸豊年間以降）には禁煙令は実際に無効となった。
1911年 - 1949年の中華民国が統治した時代に禁煙の気風はもう一度現れた。1930年代、蔣介石と夫人の宋美齢は積極的に禁煙運動を推進した。1935年5月、蔣介石は「新生活運動綱要」を発表し、「鴉片屏絶，紙烟勿吃」という条例を要求した。しかし、この運動によって、政府の税収は不足となった。結果、1935年6月15日、財政部長の孔祥熙は国家の税収を確保するため、下記の公文を発表した。
任何团体，如有假借新生活運動名義，禁止人民吸售紙烟，務応立予糾正，以維国税而安商業
このあと、民国内の喫煙は絶えた。
新中国発足後は、1984年設立の国家煙草専売局が国家煙草専売総局 (中国たばこ)を通して、独占的に栽培指導、製造、販売をしている。

## 中華人民共和国成立以降の喫煙
2024年1月16日に更新された世界保健機関の調査データによれば、中国の喫煙率は22.3%であり、低下傾向である。また、1人当たりの年間消費量は、2019年で1,971.4本であり、世界で8番目に多い。そして、2024年8月28日に発表された中国の喫煙規制の調査報告の「2023年中国喫煙規制観察：民間視点」によれば、2023年の世界のたばこ販売量は5.48％減少しているにも関わらず、中国のたばこ販売量が世界全体に占める割合は2003年の31.73％から2023年の47.18％と半数近くへと上昇している。年間販売量は、2003年は1兆7,595億本から、2023年には38.8％増の2兆4,427億本へと増加している。
室外喫煙の時、喫煙者は学校、政府機関の外、街の中などの様々なところで喫煙し、吸い殻を勝手に捨てたり、都市のごみと環境の問題を引いる。また政府は走行中の喫煙を禁止しない。多くの人は歩く時に喫煙し、そして他人は受動喫煙を受ける。
2018年、喫煙関連疾患による経済的負担は1兆5214億元（約31兆365億円）で、同年の国内総生産（GDP）の1.7％に相当しており、同年のたばこによる税収は1兆1556億元（約23兆5740億円）を上回っている。
なお、2009年と2015年の2度にわたってたばこ税が引き上げられて59%となったが、まだまだ世界平均の75%とは程遠い。しかも中国のたばこ税は価格を基準に税率が定められている従価税であるため、価格が安いたばこの販売価格は依然として安いのが現状である。
2018年1月11日に日本東方新報が発表した記事によれば、長年にわたってたばこ抑制を支持している清華大学の胡鞍鋼（Hu Angang）教授は、「低価格のたばこは貧困地区での消費量が比較的多い。農村の住民がたばこにかける費用は年収の17.3%で、都市部の8.8%よりも多い。喫煙による健康被害によって、貧困家庭がさらに貧困になるなどの悪循環を招いている」と話す。
2015年の全世界の喫煙による死者は640万人で、その半数以上が中国（180万人）、インド（74万人）、米国、ロシアに集中していた。
そして、タバコが原因で毎年、中国の100万人以上の人が命を失っている現状であるが、2030年までにその数は年間200万人、2050年には年間300万人にまで増えると予想されている。

## 男性と女性の喫煙率の分別

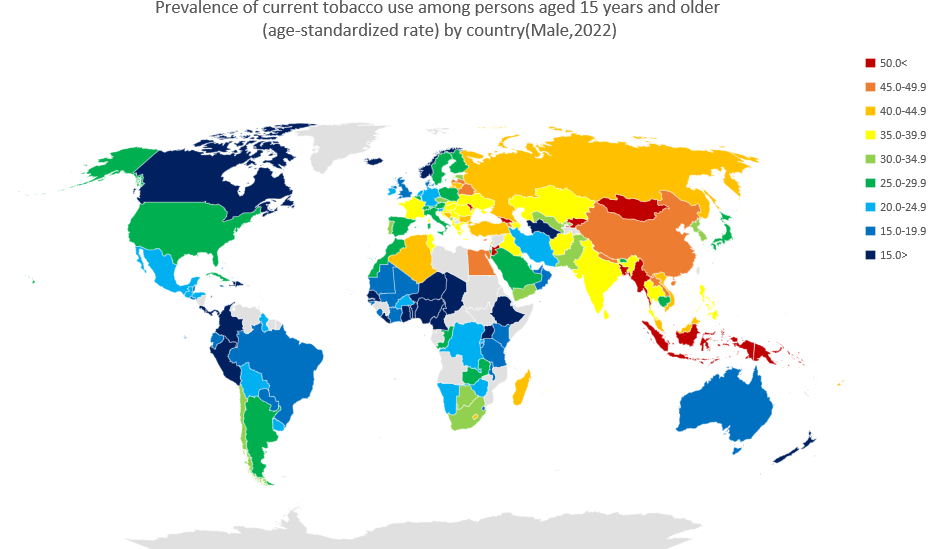
国別男性喫煙率(年齢調整済み)。中華人民共和国は45.0%から49.9%。（15歳以上男性・2022年）

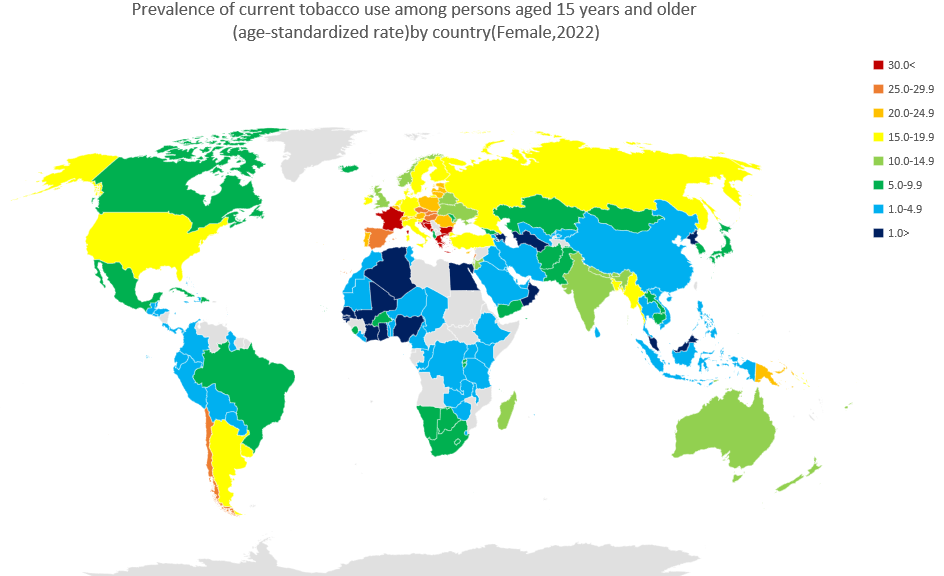
国別女性喫煙率(年齢調整済み)。中華人民共和国は1.0%から4.9%。（15歳以上女性・2022年）

中国の農村部では古代の伝統的な観念の影響を受けて、女性がたばこを吸うことは不良的と思われがちである。しかし、都市部では最近、外国の気風（特にフェミニズム）の深い影響を受け、女性の喫煙もだんだん現れるようになった。ただし、男女ともに喫煙率が低下しており、男性は2005年以降50%を切っており、2022年現在中国では男性喫煙率45.2％、女性喫煙率1.2％である。